# Azman Air
Azman Air Services Limited é uma companhia aérea doméstica sediada em Cano, Nigéria. Sua base principal é o Aeroporto Internacional de Kano-Mallam Aminu.

## História
A Azman Air foi fundada em 2010 e iniciou suas operações em 2014 com seu primeiro voo comercial para o Aeroporto Internacional Nnamdi Azikiwe, em 15 de maio de 2014 de Cano. A companhia aérea iniciou suas operações na Nigéria com 2 aeronaves Boeing 737-500 para seus serviços domésticos. Em outubro de 2017, a Azman Air alugou um Airbus A330 usado da Air Leisure, que seria usado para voos internacionais para o Oriente Médio e a Ásia. Desde então, a companhia aérea interrompeu o leasing do Airbus A330 e, a partir de 8 de fevereiro de 2020, só voava em rotas domésticas dentro da Nigéria.

## Frota

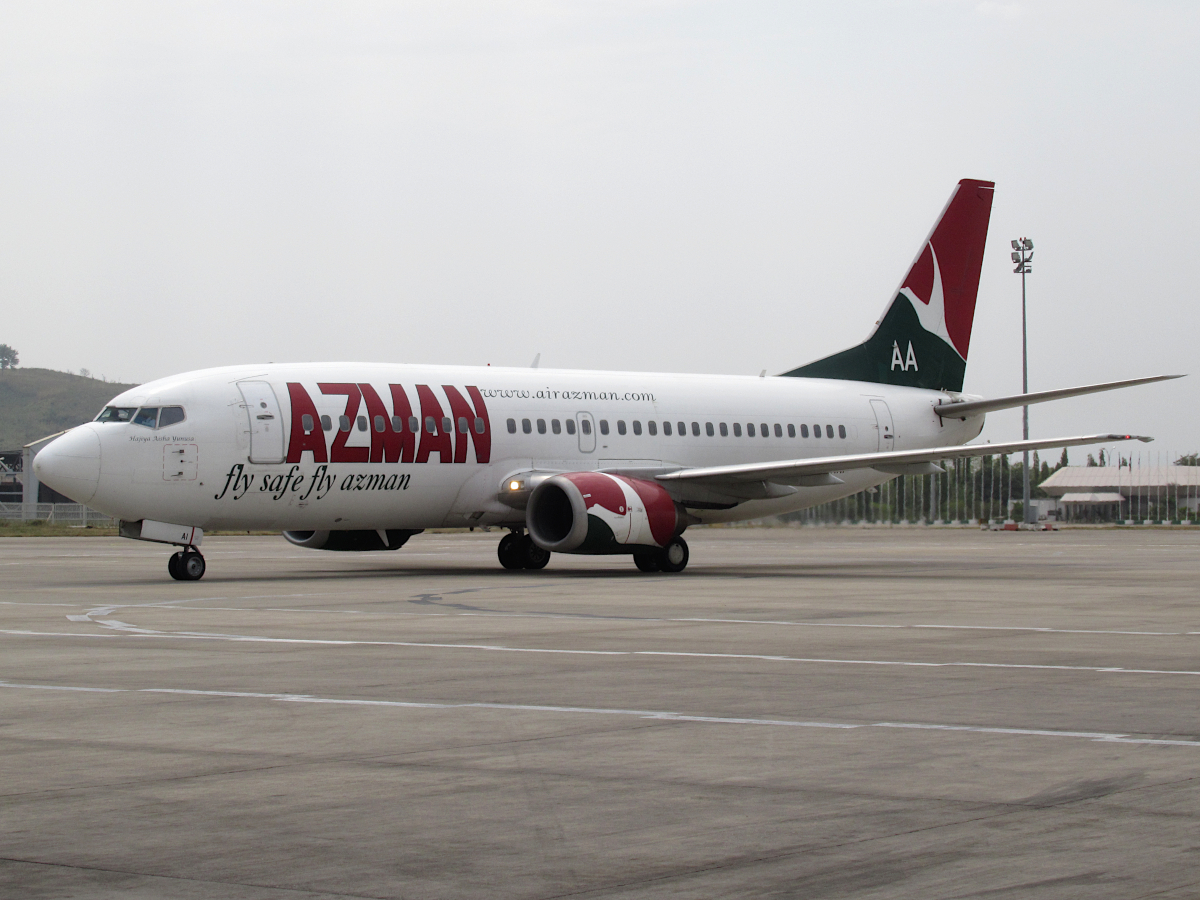
Um Boeing 737 da Azman Air

A frota da Azman Air consiste nas seguintes aeronaves (Fevereiro de 2020):
| Aeronaves       | Em Serviço | Ordens | Passageiros | Notas |
| --------------- | ---------- | ------ | ----------- | ----- |
| Boeing 737-500  | 3          | –      | 122         |       |
| Boeing 737-300  | 2          | –      | 147         |       |
| Airbus A340-600 | 1          | –      | 413         |       |
| Total           | 6          | 0      |             |       |

### Frota Histórica
Em 2017, a companhia aérea operou um Airbus A330-200 alugado.